# Бегство к Афине
«Бегство к Афине» (англ. Escape To Athena) — британский художественный фильм 1979 года, приключенческий боевик. Фильм снят режиссёром Джорджем Паном Косматосом. Главные роли в этом фильме исполнили Роджер Мур, Телли Савалас, Дэвид Найвен, Клаудия Кардинале и Эллиотт Гулд.

## Сюжет
Действие фильма происходит во время Второй мировой войны в 1944 году на одном из греческих островов, оккупированном нацистами. Американские и английские военнопленные под руководством своего лидера Зено осуществляют побег. При этом они спасают не только свои жизни, но и древнегреческие предметы искусства.

## В ролях
- Роджер Мур — майор Отто Хехт, комендант лагеря
- Телли Савалас — Зено, лидер Сопротивления
- Дэвид Найвен — профессор Блэйк, военнопленный
- Клаудия Кардинале — Елина, девушка из борделя
- Ричард Раундтри — Нэт Юдсон, военнопленный
- Стефани Пауэрс — Дотти дель Мур, военнопленный
- Эллиотт Гулд — Чарли, военнопленный
- Сонни Боно — Бруно Ротелли, военнопленный
- Энтони Вэлентайн — майор СС Фолькман
- Зигфрид Раух — Браун
- Пол Пичерни — человек Зено

## Съёмочная группа
- Авторы сценария: Эдвард Энхолт и Ричард Лохте
- Авторы сюжета: Ричард Лохте и Джордж Пан Косматос
- Режиссёр: Джордж Пан Косматос
- Продюсер: Джек Уинер
- Оператор: Джил Тэйлор
- Композитор: Лало Шифрин
- Художник: Джон Грэйсмарк
- Монтаж: Ралф Кемплен